# گردهمایی تغییرات اقلیمی سازمان ملل ۲۰۰۹
گردهمایی تغییرات اقلیمی سازمان ملل، کنفرانس وسیعی است که از ۷ تا ۱۸ دسامبر سال ۲۰۰۹ در کپنهاگ، پایتخت دانمارک برگزار شد. این بزرگترین همایشی است که جهت بحث و تصمیم‌گیری راجع به مشکلات اقلیمی و زیست‌محیطی برگزار شده‌است. در هفته اول مباحث بنیادی و تاکید بر اهداف مطرح و بررسی شد و در هفته دوم که نمایندگان و روسای ۱۹۲ کشور جهان در آن شرکت کردند، راهکارهای سیاسی و راهبردی مورد بررسی قرار گرفت.